# Haytham Mrabet
Chadi Hammami (Sfax, 15 ottobre 1980) è un calciatore tunisino, centrocampista del Étoile Sportive du Sahel.